# Kulgeriherpeton ultimum
Kulgeriherpeton ultimum — викопний вид хвостатих земноводних, що існував у ранній крейді (145—125 млн років тому). Описаний у 2018 році по рештках першого шийного хребця (атланта), що знайдені у відкладеннях формації Батилих біля струмка Теете у Якутії, Росія.

## Назва
Родове ім'я утворено від якутського слова «күлгері» (ящірка, саламандра) і давньогрецького «ἑρπετόν» (плазун), а видове — «ultimum» — на латині означає «останній».

## Опис
За оцінками вчених, довжина саламандри досягала 20-30 см. Вона вела водний спосіб життя і завдяки своїм розмірам могла полювати на водних комах, дрібних риб і, можливо, на інших амфібій.

## Оригінальна публікація
- P. P. Skutschas, V. V. Kolchanov, A. O. Averianov, T. Martin, R. Schellhorn, P. N. Kolosov, and D. D. Vitenko. 2018. A new relict stem salamander from the Early Cretaceous of Yakutia, Siberian Russia. Acta Palaeontologica Polonica 63